# Killumney
Killumney (irisch Cill na hOmnaí) ist ein Dorf im südlichen Zentrum des County Cork in der Republik Irland. Die Einwohnerzahl von Killumney wurde bei der Volkszählung 2022 mit 1466 Personen ermittelt.

## Der Ort
Killumney liegt etwa 14 Kilometer westsüdwestlich von Cork an der N22 von Cork nach Killarney und Kenmare. Durch den Ort fließt der River Bride. Nordöstlich der Siedlung liegt ein großer Komplex von Dell Technologies. 

## Persönlichkeiten
- Patrick Ronayne Cleburne (1828–1864), Generalmajor der Konföderierten Armee, im Ortsteil Ovens geboren